# ناسواوبي (ويسكونسن)
ناسواوبي (بالإنجليزية: Nasewaupee, Wisconsin)‏ هي بلدة تقع بولاية ويسكونسن في الولايات المتحدة. تبلغ مساحتها 184.2 (كم²)، وترتفع عن سطح البحر 189 م، بلغ عدد سكانها 1873 نسمة في عام 2000 حسب إحصاء مكتب تعداد الولايات المتحدة وتصل الكثافة السكانية فيها 16.8 نسمة/كم2.

## وصلات خارجية
- The US50 - Cities and Towns in Wisconsin State
- Wisconsin Cities and Towns, Facts, Map, Flag, Colleges, Government, and More